# Jetnipit Pompa
Jetnipit Pompa (thailändisch เจตนิพิฐ ป้อมภา; * 6. Januar 2006 in Kamphaeng Phet) ist ein thailändischer Fußballspieler.

## Karriere
Jetnipit Pompa erlernte das Fußballspielen in der Jugendmannschaft des FC Korat. Seinen ersten Vertrag unterschrieb er im Januar 2024 beim Phrae United FC. Der Verein aus Phrae spielt in der zweiten Liga, der Thai League 2. Sein Zweitligadebüt gab Jetnipit Pompa am 21. Januar 2024 (20. Spieltag) im Heimspiel gegen den Chainat Hornbill FC. Bei der 0:2-Heimniederlage wurde er in der 58. Minute für den Brasilianer Erivelto eingewechselt.